# Torvaj
Torvaj község Somogy vármegyében, a Tabi járásban. Kicsiny falu a megye szélén, a Balatontól nem messze.

## Fekvése
Torvaj Tabtól pár kilométerre északra található. Közigazgatási területét súrolja ugyan a Tab-Zamárdi közti 6501-es út, de a lakott területei vonatkozásában így is zsákfalunak tekinthető, mivel a központja csak az említett útból Lulla Ecseny településrészében leágazó 65 138-as úton érhető el.

## Története
Torvaj Árpád-kori település. Nevét már 1265-ben említették az oklevelek Torwoy néven. Későbbi névváltozatai: 1373-ban Toruee, 1419-ben Torwe alakban fordult elő.
1334-ben Ugron özvegyének és fiának, Miklósnak birtoka volt. 1332-1337 között neve szerepelt a pápai tizedjegyzékben is, ekkor már plébániáját is említették. 1336-ban a fehérvári káptalan által Károly Róbert parancsára a Bár-Kalán nemzetségből való Szeri Pósát megpróbálták beiktatni a Somogy megyei Torweyen (Torvaj) levő öröklött birtokaiba, azonban Ugron (Ugrin) fia Miklós országbíró és testvére Radizlaus tiltakoztak a beiktatás ellen. 1460-ban Ugron Imre, 1536-ban pedig Ugron Bernát és Ispán Mihály voltak a földesurai.
1563-ban a török kincstári adólajstromban csak 3 házzal volt felvéve, 1573-1574-ben pedig 9 házát vették fel. 1583-ban Ugron Jánosnak volt itt egy portája.
Az 1671-1687 között már csak puszta volt és a tihanyi apátsághoz tartozott. 1726-1733 között a Lengyel és a Mérey családoké. 1767-ben özvegy báró Révay Elekné Felsőbükki Nagy Magdolna, 1773-1776 között báró Révay Miklós, báró Calisius Frigyes és Boronkay József voltak a földesurai, a 19. század első felében pedig a Gotthárd családé volt.
A 20. század elején Somogy vármegye Tabi járásához tartozott.
1910-ben 1196 lakosából 1052 magyar, 137 német volt. Ebből 686 római katolikus, 75 református, 430 evangélikus volt.
A községhez tartoztak Lullahegy, Csillag-major (azelőtt Dolenka-puszta), Kishegy és Lulla-puszta is, melyek közül Lulla-puszta a középkorban falu volt. Lulla-puszta mellett feküdt Gyönköd is, mely már az 1536. évi pápai tizedjegyzékben is előfordult. Az 1536. és az 1557. évi adólajstromokban Lulla faluval együtt írták össze.
1996. június 21-én tornádó söpört végig a falun, hatalmas károkat okozva.

## Közélete

### Polgármesterei
- 1990–1991: ifj. Ványi Sándor (független)[4][5]
- 1991–1994: Kerekes József (független)[5][6]
- 1994–1994: ifj. Forró György (független)[6]
- 1994–1998: Forró György (független)[7]
- 1998–2002: Forró György (független)[8]
- 2002–2006: Csuthy László (független)[9]
- 2006–2010: Csuthy László (független)[10]
- 2010–2014: Léner Péter (Fidesz-KDNP)[11]
- 2014–2019: Léner Péter (Fidesz-KDNP)[12]
- 2019–2024: Léner Péter (független)[13]
- 2024– : Léner Péter (független)[1]

1991. október 6-án időközi polgármester-választást tartottak a településen, miután Ványi Sándor leköszönt a tisztségről. 1994. március 26-án ismét időközi polgármester-választás (és képviselő-testületi választás) zajlott az 1991-ben megválasztott Kerekes József és több képviselő lemondása miatt.

## Népesség
A település népességének változása:
| Lakosok száma | 245  | 239  | 235  | 205  | 209  | 198  | 201  |
|               | 2013 | 2014 | 2015 | 2021 | 2022 | 2023 | 2024 |

A 2011-es népszámlálás során a lakosok 97,2%-a magyarnak, 2% cigánynak, 2% németnek mondta magát (1,6% nem nyilatkozott; a kettős identitások miatt a végösszeg nagyobb lehet 100%-nál). A vallási megoszlás a következő volt: római katolikus 58,3%, református 5,3%, evangélikus 13,8%, felekezeten kívüli 10,5% (12,1% nem nyilatkozott).
2022-ben a lakosság 82,8%-a vallotta magát magyarnak, 5,7% németnek, 1,4% cigánynak, 0,5% lengyelnek, 2,4% egyéb, nem hazai nemzetiségűnek (13,9% nem nyilatkozott; a kettős identitások miatt a végösszeg nagyobb lehet 100%-nál). Vallásuk szerint 25,4% volt római katolikus, 6,2% evangélikus, 5,3% református, 1% egyéb katolikus, 16,7% felekezeten kívüli (45,5% nem válaszolt).

## Nevezetességek
- A római katolikus templom 1755-ben épült egy korábbi középkori templom helyén. A bejárata fölött elhelyezkedő kronogramma kiemelt betűi az 1756-os évszámot adják ki.[16]
- Az evangélikus templom 1859-ben készült el.

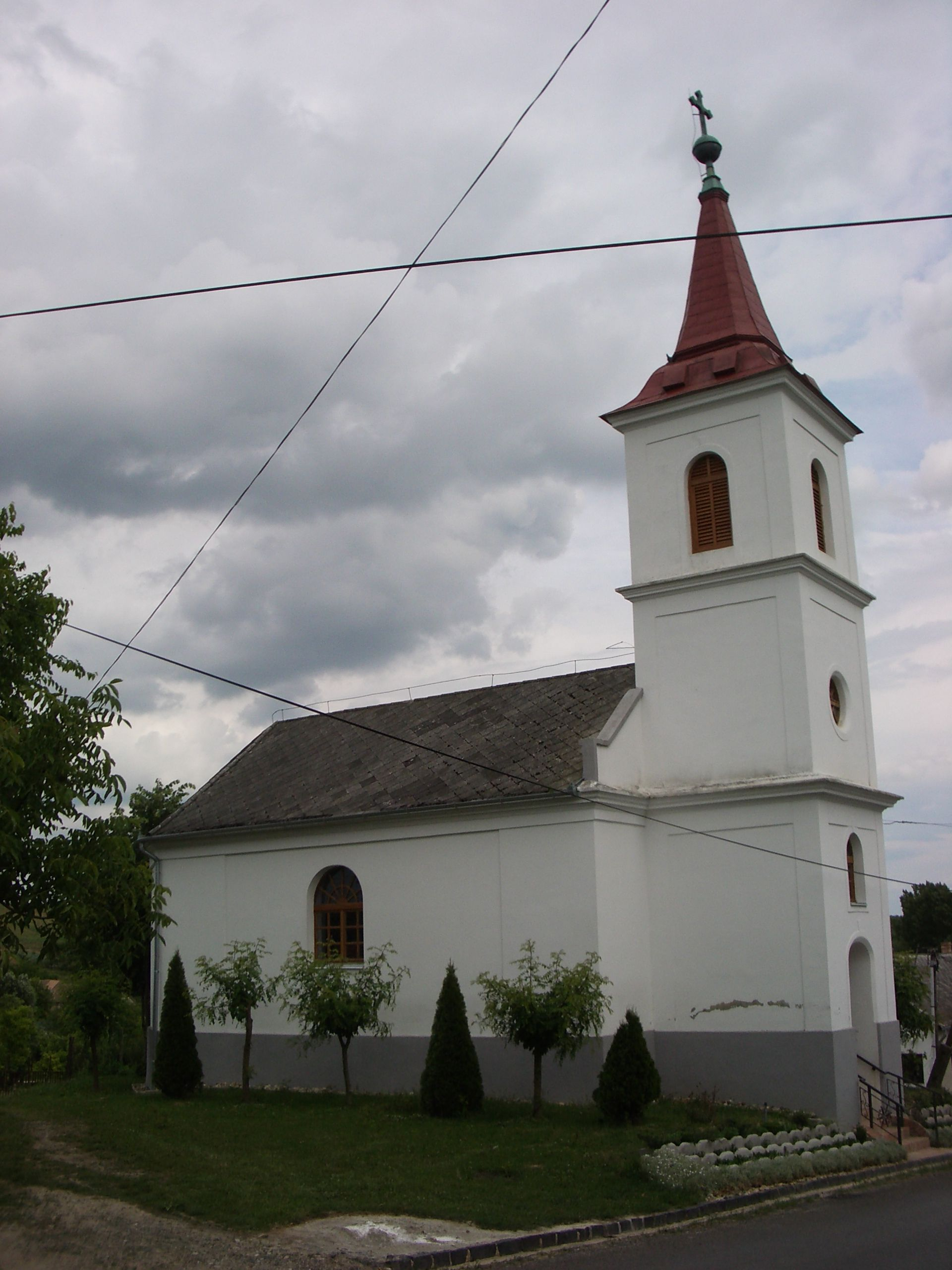
Az evangélikus templom
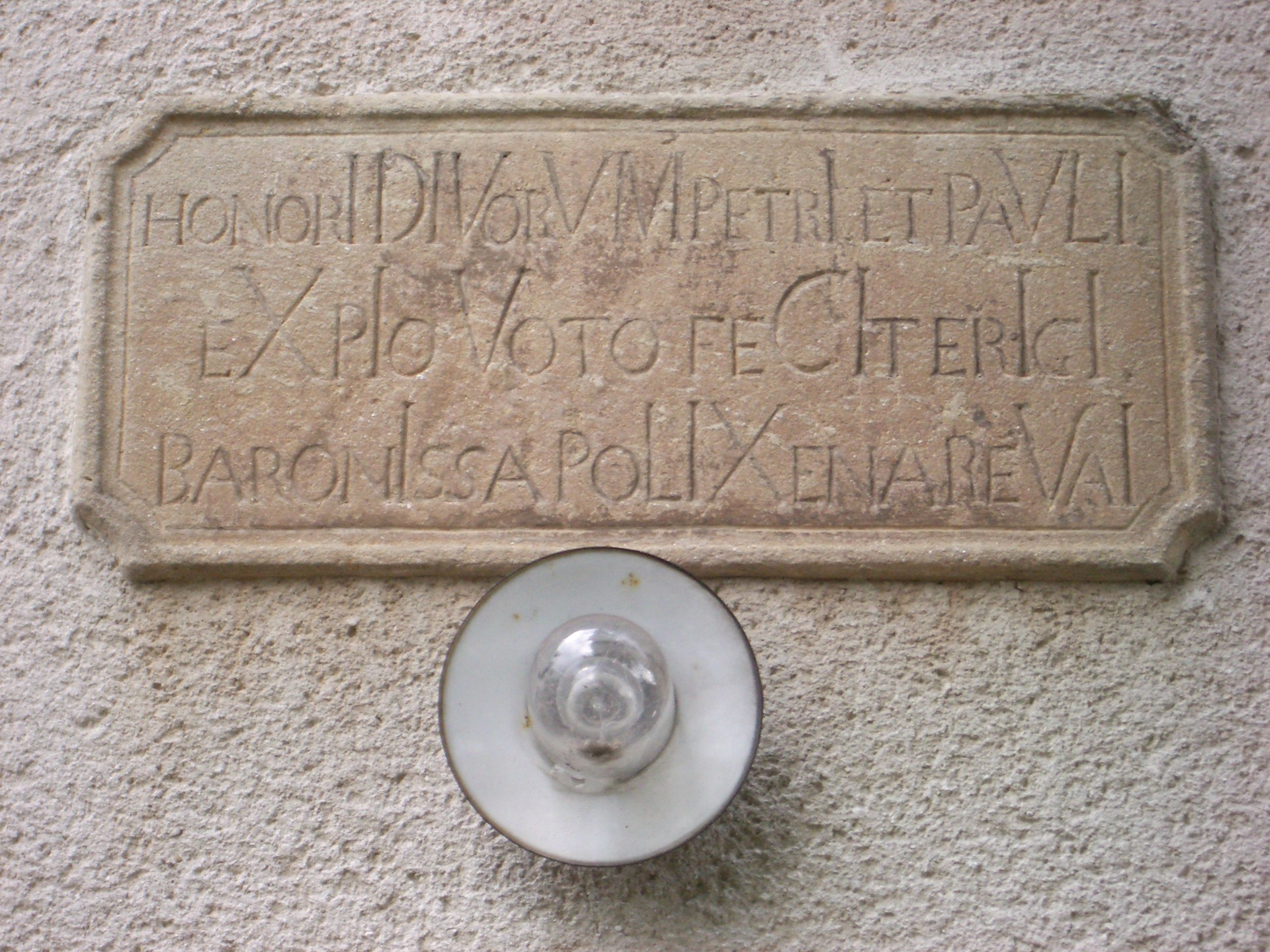
A katolikus templom kronogrammája
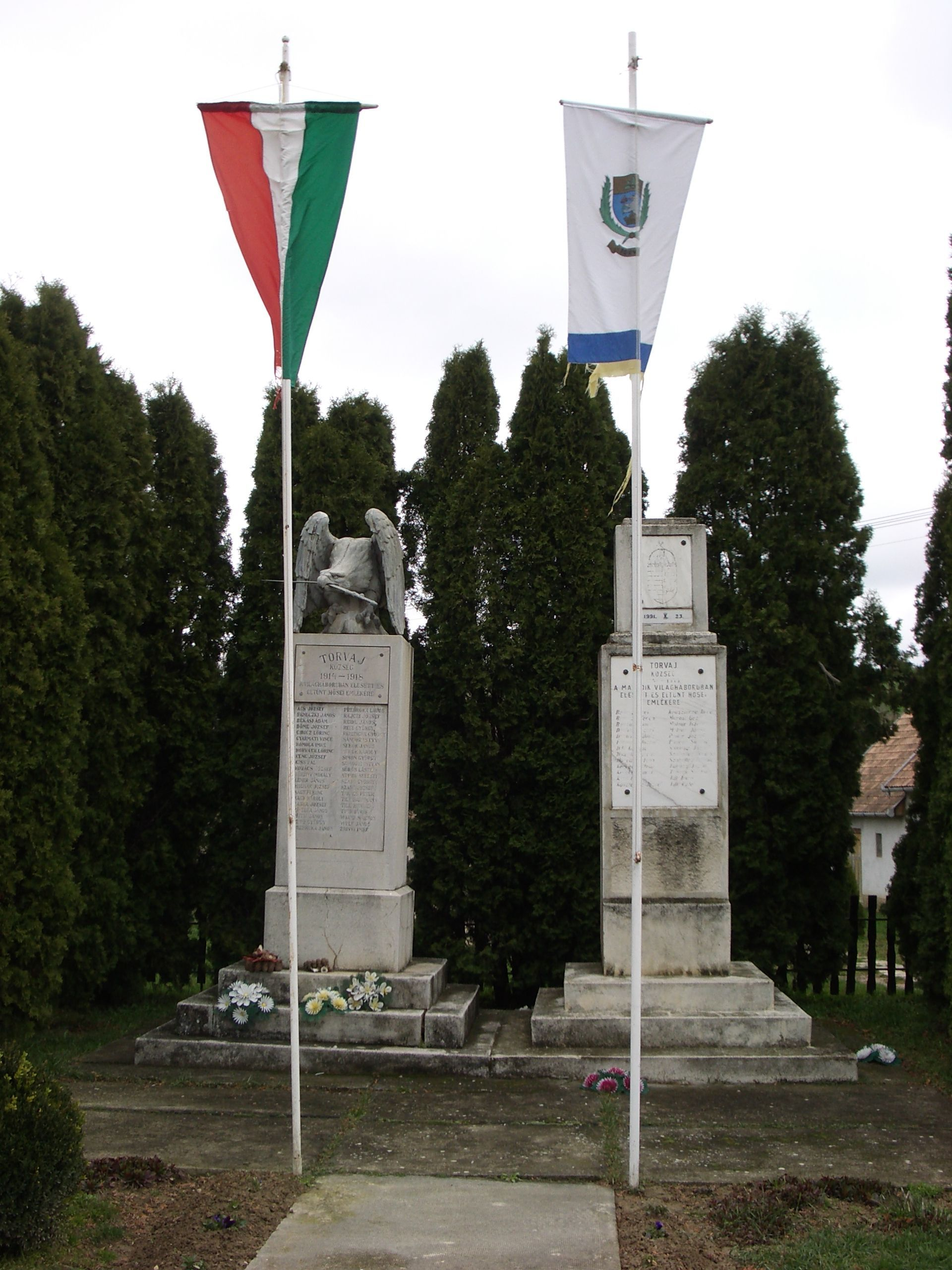
Világháborús hősi emlékművek
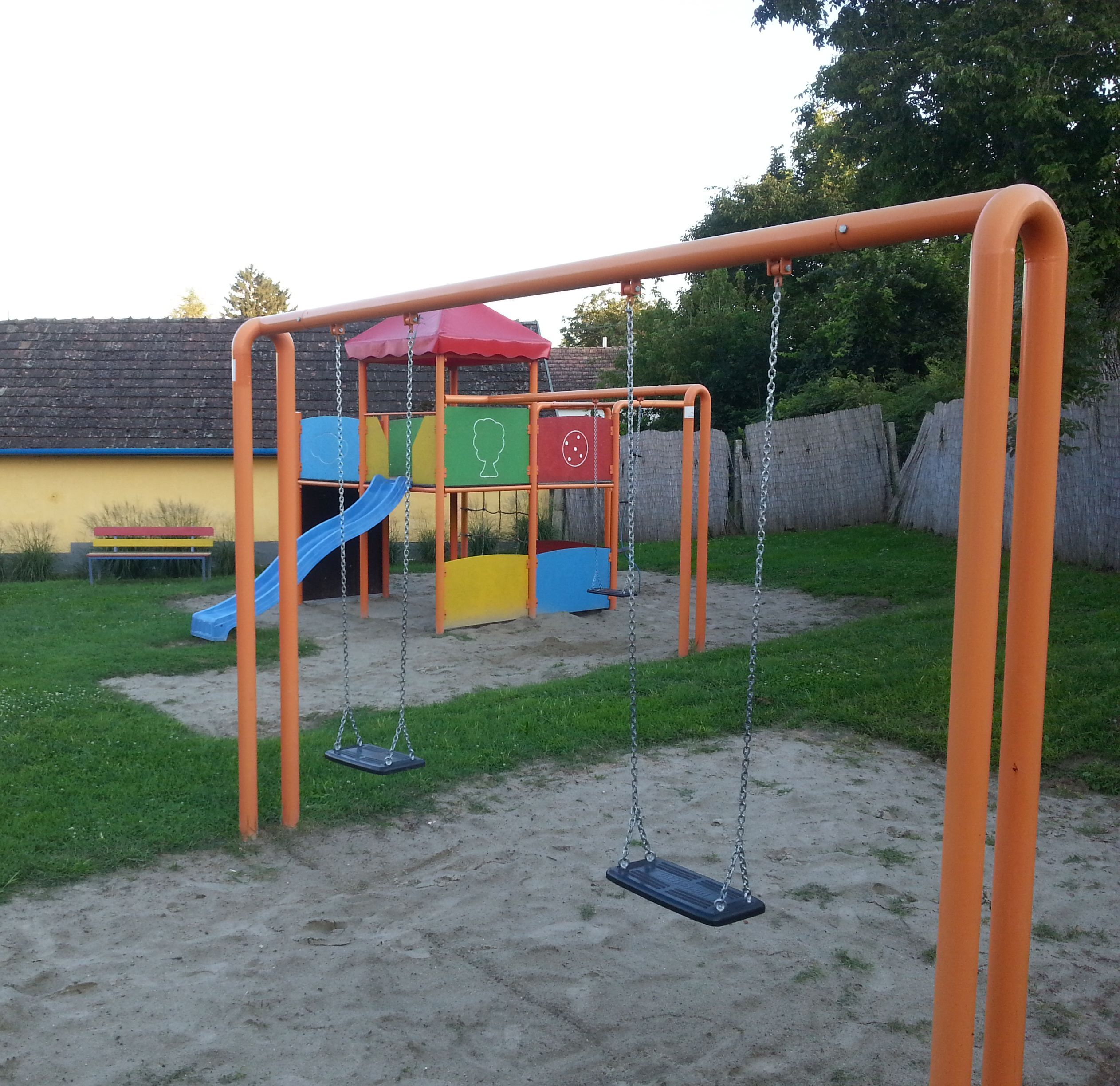
Játszótér